# واتفورد سیتی (داکوتای شمالی)
واتفورد سیتی(به انگلیسی: Watford City) شهری در ایالت داکوتای شمالی کشور ایالات متحده آمریکا است که جمعیت آن در سرشماری سال ۲۰۱۰ میلادی، ۱٬۷۴۴ نفر بوده‌است.